# Augusto Céspedes
Augusto Céspedes, född 6 februari 1904 i Cochabamba, död 11 maj 1997 var en boliviansk författare, journalist, diplomat och jurist.
Céspedes bildade 1927 Nationalistpartiet och var senare med om att forma revolutionistpartiet MNR (Movimiento Nacional Revolucionario). Han deltog i Chacokriget och var även ambassadör i Paraguay (1945) och i Italien (1953).